# 147P/Kushida-Muramatsu
147P/Kushida-Muramatsu es un cometa cuasi-Hilda  descubierto en 1993 por los astrónomos japoneses Yoshio Kushida y Osamu Muramatsu.
Según los cálculos hechos por Katsuhiko Ohtsuka de la Red de Meteoros de Tokio y Davis Asher del Observatorio Armagh, el cometa fue capturado por Júpiter el 14 de mayo de 1949 y fue un satélite irregular del gigante hasta el 15 de julio de 1962. Es el quinto objeto de su clase cuya captura ha sido confirmada. El cometa Shoemaker-Levy 9 es un ejemplo más famoso de esta clase de cometas.
Se cree que los cometas cuasi-Hilda podrían ser asteroides Hilda que escaparon de su órbita.